# Горбовий Петро Васильович
Петро Васильович Горбови́й (нар. 18 листопада 1901, Косів — пом. 27 лютого 1969, Косів) — український майстер декоративного ткацтва; член Спілки радянських художників України з 1959 року. Чоловік майстра декоративного ткацтва Ольги Горбової.

## З біографії
Народився 18 листопада 1901 року в місті Косові (нині Івано-Франківська область, Україна). До 1966 року працював у Косівських художньо-виробничих майстернях. Помер у Косові 27 лютого 1969 року.

## Творчість
Разом з дружиною виготовляв верети, налавники, рушники, запаски, жіночі ткані сумочки, диванні подушки, наволочки, накидки, скатертини, доріжки, тканини. 
Брав участь у обласних, республіканських, всесоюзних і зарубіжних мистецьких виставках. Їхні тканини неодноразово експонувалися на промислових виставках у Косові та за кордоном. 
Вироби подружжя зберігаються у Національному музеї українського народного декоративного мистецтва у Києві, Національному музеї народного мистецтва Гуцульщини та Покуття імені Йосафата Кобринського у Коломиї (3 роботи), музеях Косова, Івано-Франківська, Канева.